# Ngã ở người già
Ngã ở người già là một nguyên nhân quan trọng của việc mắc bệnh và tử vong và là một nhóm quan trọng của các chấn thương có thể phòng ngừa được. Nguyên nhân ngã ở tuổi già thường là đa yếu tố, và có thể đòi hỏi một phương pháp đa ngành để đối xử với bất kỳ thương tích nào được duy trì và ngăn ngừa việc ngã. Các kiểu ngã bao gồm rơi từ một vị trí đứng, hoặc từ vị trí tiếp xúc như những người đứng trên thang. Mức độ nghiêm trọng của chấn thương thường liên quan đến chiều cao của cú ngã. Tình trạng bề mặt mặt đất mà nạn nhân rơi xuống cũng quan trọng, bề mặt cứng hơn gây thương tích nghiêm trọng hơn. Ngã có thể được ngăn chặn bằng cách trải thảm, loại bỏ dây điện ra khỏi đường đi, nghe và tầm nhìn được tối ưu hóa, chóng mặt được giảm thiểu, lượng rượu uống vào được kiểm soát và sử dụng giày có gót thấp hoặc đế cao su.
Việc xem xét bằng chứng thử nghiệm lâm sàng của Cơ quan an toàn thực phẩm châu Âu đã đưa ra khuyến cáo rằng những người trên 60 tuổi nên bổ sung chế độ ăn uống với vitamin D để giảm nguy cơ rạn xương và gãy xương. Ngã ở người già là một khía cạnh quan trọng của ngành lão khoa trong y học.

## Nghiên cứu
Một đánh giá hệ thống gần đây đã chứng minh rằng thực hiện các bài kiểm tra hai nhiệm vụ (ví dụ, kết hợp một nhiệm vụ đi bộ với nhiệm vụ đếm) có thể giúp dự đoán người già nào có nguy cơ bị té ngã.